# Pajsberg

Pajsberg är ett gruvområde vid sjön Yngens nordspets, 12 kilometer nordost om Filipstad och ligger i Persbergs malmtrakt där det finns många gruvor och mineralfyndigheter..
Pajsberg bröts främst under slutet av 1800-talet. Malmen var av Långbans-typ och utgjordes av järnmineralet hematit och manganmineralet hausmannit. I Stora Pajsbergsgruvan låg järn- och manganmalmen sida vid sida men klart separerade från varandra. Pajsberg är främst känd som en givande mineralfyndort med likartade och ovanliga mineral som de i Långban. Från Pajsberg beskrev 1872 Lars Johan Igelström en manganhaltig varietet av glimmermineralet biotit som han kallade manganofyll. Sedan 1998/1999 är biotit inte ett eget mineral enligt International Mineralogical Association. Manganofyll betecknas numera som manganhaltig flogopit.
Lars Johan Igelström beskrev 1851 mineralet Pajsbergit som visade sig vara identiskt med rodonit. Gediget bly har hittats såväl i Pajsberg som i gruvan Harstigen som ligger 200 m NV om Stora Pajsbergsgruvan.
Det förekommer att stuffer märkta med fyndort Pajsberg i själva verket är från gruvan Harstigen.